# Hammersmith & City Line
Hammersmith & City Line es una línea del metro de Londres, que aparece en color rosa en los mapas del metro. Tiene uno de los esquemas más sencillos de la red, ya que cuenta con un único camino entre las estaciones de Hammersmith y Barking, cubriendo con su recorrido, de oeste a este, la zona norte del centro de Londres. Antiguamente era parte de la línea Metropolitan. La línea Hammersmith & City es el ferrocarril suburbano más antiguo del mundo, incluyendo el primer tramo del Metro de Londres, entre Paddington (Bishop Road) y Farringdon, abierto el 10 de enero de 1863.
La línea abrió por primera vez el 13 de junio de 1864, aunque la estación de Hammersmith cambió de lugar en 1868. Viene siendo, con excepción de las líneas Waterloo & City y East London Line, la línea de metro menos utilizada, situándose en la posición 10 de las 11 líneas subterráneas en número de pasajeros. De sus 29 estaciones actualmente en funcionamiento, diez se encuentran total o parcialmente bajo tierra, mientras que estaciones como Paddington, Edgware Road, Farringdon, Barbican y Whitechapel se encuentran bajo el nivel de la calle pero excavadas a cielo abierto o bajo cobertizo.
Desde diciembre de 2009, el tramo entre las estaciones de Hammersmith y Edgware Road está compartido con Circle Line, con lo cual Hammersmith & City Line ya no tiene ninguna estación propia.

## Historia
La línea formó parte de la línea Metropolitan, como ramal, hasta 1988. En años posteriores se hizo con el control de más secciones de la Metropolitan no incluidas en el tramo principal y no utilizadas por el resto de la línea (entre Hammersmith y Baker Street, y entre Liverpool Street y Barking. Esto conllevó el cambio de trenes y convoyes de los modelos A Stock, usados en Metropolitan Line, a los modelos C Stock, usados también en Circle Line. 
El nombre de la línea deriva de la Hammersmith and City Railway (H&CR), un tramo de 5 kilómetros inaugurado en 1864 y que unía las estaciones ferroviarias de Hammersmith y Westbourne Park. Este tramo fue construido y operado en unión con la Metropolitan Railway y la Great Western Railway entre 1864 y 1868. Aunque forme parte del Metro de Londres, buena parte de sus vías discurren en el exterior y elevadas sobre arcos de ladrillo y puentes.
Debido a que la conversión de parte de la Metropolitan en la Hammersmith & City ha sido relativamente reciente, hay todavía muchas estaciones de la línea con mapas y señales que indican que la línea Metropolitan sigue operando en esos lugares, como ocurre en la estación Bromley-by-Bow, que antiguamente formaba parte de Metropolitan Line y ahora pertenece a Hammersmith & City Line y a District Line. 

## Información técnica

### Trenes
S7 Stock en la Hammersmith & City Line
Los S7 Stock son trenes de pasajeros que forman parte de la flota S Stock del metro de Londres. Fueron introducidos para reemplazar al antiguo C69/C77 Stock, modernizando la operación en líneas de superficie como la Hammersmith & City.
Características técnicas
- Fabricante: Bombardier Transportation (Derby, Inglaterra)
- Familia: Movia
- Cantidad de coches: 7 por tren
- Longitud total: 117.45 metros
- Capacidad: Hasta 1.209 pasajeros
- Velocidad máxima: 100 km/h
- Sistema eléctrico: 750 V DC (cuarta vía)
- Frenado regenerativo: Devuelve hasta un 20 % de la energía al sistema
- Accesibilidad: Piso bajo, espacios para sillas de ruedas, puertas amplias
Tecnología y seguridad
- Control automático: Sistema CBTC (Communications-Based Train Control), totalmente implementado en esta línea
- Pantallas LED: Indicadores de destino y línea, internos y externos
- Anuncios automatizados: Voz digital para estaciones y seguridad
- CCTV: Cámaras en todos los coches
- Pasillos abiertos: Conexión entre coches para facilitar el movimiento
Historia y reemplazo
- Inicio de servicio en la Hammersmith & City Line: 6 de julio de 2012 (servicio parcial entre Hammersmith y Moorgate)
- Servicio completo: Desde el 9 de diciembre de 2012, entre Hammersmith y Barking
- Reemplazo completo del C Stock: Marzo de 2014
- Motivo del cambio: Mayor capacidad, accesibilidad, eficiencia energética y confiabilidad
Operación en la Hammersmith & City Line
La línea conecta Hammersmith en el oeste con Barking en el este, atravesando zonas clave como Paddington, King’s Cross St. Pancras, Liverpool Street y Whitechapel. Los S7 Stock ofrecen:
- Mayor espacio para pasajeros en trayectos urbanos
- Aire acondicionado en todos los coches
- Información clara y actualizada en pantallas y anuncios
- Operación completamente automatizada para mayor frecuencia y seguridad

### Señalización
La señalización en la Hammersmith & City Line y la Circle Line ha sido completamente modernizada en los últimos años como parte del programa de actualización del metro de Londres. Ambas líneas comparten gran parte de su infraestructura y utilizan el mismo sistema de control.
Sistema de señalización actual
- Tecnología utilizada: Sistema CBTC (Communications-Based Train Control), desarrollado por Thales
- Tipo de conducción: Compatible con ATO (Automatic Train Operation), lo que permite conducción semiautomática
- Ventajas:
  - Mayor frecuencia de trenes (hasta 32 por hora en zonas centrales)
  - Reducción de tiempos de espera
  - Información más precisa en tiempo real para los pasajeros
  - Mayor seguridad y eficiencia operativa
Modernización
- El sistema anterior incluía señalización mecánica y eléctrica que databa de antes de la Segunda Guerra Mundial
- La actualización comenzó con pruebas entre Hammersmith y Latimer Road, usando trenes S7 Stock equipados con el nuevo sistema
- Desde 2021, ambas líneas operan completamente bajo el nuevo sistema, junto con la District y Metropolitan Line
Particularidades
- Las dos líneas comparten estaciones clave como Paddington, Edgware Road, King’s Cross St. Pancras, Liverpool Street y Whitechapel
- La señalización está integrada en un centro de control único, lo que permite gestionar el tráfico de las cuatro líneas de superficie de forma coordinada

## Estaciones
En dirección oeste a este
- Hammersmith  (intercambio con las líneas District y Piccadilly)
- Goldhawk Road
- Shepherd's Bush Market
- Wood Lane
- Latimer Road
- Ladbroke Grove
- Westbourne Park
- Royal Oak
- Estación de Paddington (intercambio con las líneas Bakerloo, Circle y District y con trenes de la First Great Western)

Unión con las líneas Circle y Metropolitan
- Estación de Edgware Road
- Baker Street
- Great Portland Street
- Euston Square
- Estación de King's Cross St. Pancras
- Farringdon
- Barbican
- Moorgate
- Estación de Liverpool Street

La línea se separa de la Circle y se une a la District
- Estación de Aldgate East
- Whitechapel (estación término en domingo)
- Stepney Green
- Mile End
- Bow Road
- Bromley-by-Bow
- West Ham
- Plaistow
- Upton Park
- East Ham
- Barking

## Planes de futuro
Existen varios proyectos relacionados con el futuro de esta línea. Uno de ellos ha sido el de la construcción de una nueva estación, Wood Lane, abierta en octubre de 2008 y cercana a la estación White City de las líneas Central y Overground. La apertura de esta estación ha facilitado el intercambio entre estas líneas, al acortar el camino a pie entre las estaciones de intercambio; además, ha facilitado el acceso a la sede de la BBC situada entre estas estaciones.
Además, la denominación de la estación Shepherd's Bush ha cambiado a finales de 2008 al de Shepherd's Bush Market, para evitar confusiones con la estación Shepherd's Bush de la línea Central.
Un proyecto más ambicioso estudia la fusión de la línea con la Circle para 2011. La línea Circle desaparecería como tal, y la Hammersmith & City pasaría a hacerse cargo de ese servicio. La nueva ruta partiría de Hammersmith hasta Paddington, donde el trayecto continuaría siguiendo la línea Circle actual hasta llegar a Edgware Road.